# Lars Engedal
Lars Martin Kleivane Engedal (Kristiansand, 11 settembre 1983) è un ex calciatore norvegese, di ruolo centrocampista.

## Carriera

### Club
Engedal cominciò la carriera con la maglia dello Start. Esordì nella 1. divisjon il 29 luglio 2001, sostituendo Fredrik Strømstad nella vittoria per 3-1 sullo HamKam. In quella stagione, il club centrò la promozione nella Tippeligaen. Engedal giocò il primo incontro nella massima divisione norvegese il 28 aprile 2002, quando fu titolare nel pareggio per 2-2 sul Brann.
Rimase allo Start fino al termine del campionato 2008, conclusosi con il ritorno della squadra nella Tippeligaen. Il centrocampista passò infatti al Moss. Disputò il primo match in squadra il 5 aprile 2009, quando fu titolare nel successo per 2-1 sul Løv-Ham. Agli inizi del 2010, passò al Flekkerøy.

### Nazionale
Engedal totalizzò 20 apparizioni per la Norvegia under 21. La prima di queste fu datata 21 agosto 2002, quando fu titolare nel pareggio per 2-2 contro la Polonia under 21.